# Bill Brack
William Brack, detto Bill (Toronto, 26 dicembre 1935), è un ex pilota automobilistico canadese.

## Carriera
Per quanto riguarda la Formula 1 ha partecipato per tre volte al Gran Premio di casa negli anni tra il 1968 e il 1972 non riuscendo ad ottenere punti validi per la classifica iridata.
Risultati migliori li ottenne nel Champ Car Atlantic Championship dove guadagnò il titolo nel 1974 e nel 1975.

## Risultati in Formula 1
| 1968 | Scuderia             | Vettura |  |  |  |  |  |  |  |  |  |     |  |  |  | Punti | Pos. |
| ---- | -------------------- | ------- |  |  |  |  |  |  |  |  |  | --- |  |  |  | ----- | ---- |
| 1968 | Gold Leaf Team Lotus | 49B     |  |  |  |  |  |  |  |  |  | Rit |  |  |  | 0     |      |

| 1969 | Scuderia                 | Vettura |  |  |  |  |  |  |  |  |    |  |  |  |  | Punti | Pos. |
| ---- | ------------------------ | ------- |  |  |  |  |  |  |  |  | -- |  |  |  |  | ----- | ---- |
| 1969 | Owen Racing Organisation | P138    |  |  |  |  |  |  |  |  | NC |  |  |  |  | 0     |      |

| 1972 | Scuderia     | Vettura |  |  |  |  |  |  |  |  |  |  |     |  |  | Punti | Pos. |
| ---- | ------------ | ------- |  |  |  |  |  |  |  |  |  |  | --- |  |  | ----- | ---- |
| 1972 | Marlboro BRM | P180    |  |  |  |  |  |  |  |  |  |  | Rit |  |  | 0     |      |

| Legenda | 1º posto     | 2º posto | 3º posto    | A punti         | Senza punti/Non class.  | Grassetto – Pole position Corsivo – Giro più veloce |
| Legenda | Squalificato | Ritirato | Non partito | Non qualificato | Solo prove/Terzo pilota | Grassetto – Pole position Corsivo – Giro più veloce |